# Mont Ventoux Dénivelé Challenge
Mont Ventoux Dénivelé Challenge je jednodenní cyklistický závod konaný ve francouzské oblasti Provence v okolí Mont Ventoux poprvé konaný v roce 2019. Od roku 2019 do roku 2022 byl závod součástí UCI Europe Tour na úrovni 1.1. V roce 2023 se závod posunul do UCI ProSeries.

## Seznam vítězů

### Mužský závod
| Rok  | Země        | Jezdec             | Tým                   |
| ---- | ----------- | ------------------ | --------------------- |
| 2019 | Španělsko   | Jesús Herrada      | Cofidis               |
| 2020 | Rusko       | Alexandr Vlasov    | Astana                |
| 2021 | Kolumbie    | Miguel Ángel López | Movistar Team         |
| 2022 | Portugalsko | Ruben Guerreiro    | EF Education–EasyPost |
| 2023 | Francie     | Lenny Martinez     | Groupama–FDJ          |

### Ženský závod
| Rok  | Země      | Jezdkyně      | Tým                                |
| ---- | --------- | ------------- | ---------------------------------- |
| 2022 | Itálie    | Marta Cavalli | FDJ Nouvelle-Aquitaine Futuroscope |
| 2023 | Nejelo se | Nejelo se     | Nejelo se                          |